# Кац, Владимир Иосифович
Влади́мир Ио́сифович Кац (25 июля 1899, Ботошаны, Молдавия, Королевство Румыния — 1977, Москва, РСФСР, СССР) — советский экономист, доктор экономических наук (1947), профессор (1947).

## Биография
Окончил факультет общественных наук Московского государственного университета имени М. В. Ломоносова в 1922 году. С 1923 года на практической работе, участвовал в разработке 1-го и 2-го пятилетних планов, возглавлял группу национального дохода в Госплане СССР. Член ВКП(б) с 1925 года. С 1941 года на научной работе в Институте экономики АН СССР и с 1955 года — в Научно-исследовательском экономическом институте (НИЭИ) при Госплане Совета Министров СССР, руководил отделом баланса народного хозяйства.
Основные работы посвящены методологии народно-хозяйственного планирования, определению оптимальных темпов развития и пропорций воспроизводства, проблемам национального богатства. Автор ряда монографий, в том числе серии брошюр научно-популярного и практического характера: «Народный доход СССР и его распределение» (1932), «Методология составления единого народно-хозяйственного плана» (1936), «Народно-хозяйственное планирование» (1936), «Рост общественного производства и пропорций народного хозяйства СССР» (с соавторами, 1962). Автор статей на экономические темы в Большой советской энциклопедии.

## Семья
- Жена — Софья Петровна Сабельникова, искусствовед.
  - Сын — доктор экономических наук Леонид Владимирович Сабельников (род. 1929), заслуженный деятель науки Российской Федерации; его жена — Елена Андреевна Свердлова (дочь А. Я. Свердлова).
- Брат — доктор экономических наук Адольф Иосифович Кац.

## Книги
- Народный доход СССР и его распределение. Москва, 1932.[2]
- Рост общественного производства и пропорции народного хозяйства СССР (под редакцией Л. Б. Альтера, В. И. Каца, П. Н. Крылова и В. М. Кудрова). Москва, 1962.